# Ladislav Esterházy z Galanty
Ladislav Esterházy hrabě z Galanty (německy Ladislaus Esterházy Graf von Galánta, maďarsky galántai gróf Esterházy László; 31. prosince 1626 – 25. nebo 26. srpna 1652 Veľké Vozokany) byl uherský šlechtic a vojevůdce v tureckých válkách.

## Život
Narodil se jako druhý syn Mikuláše Esterházyho z Galanty († 1645), který se stal baronem v roce 1613 a v roce 1626 byl povýšen na říšského hraběte, a jeho druhé manželky Kristýny Nyáryová de Bedegh (1604–1641).
Protože jeho starší bratr Štěpán zemřel již v roce 1641, Ladislav se stal po smrti otce Mikuláše v roce 1645 hlavou rodu a majorátním pánem.
V roce 1649 získal s konečnou platností právo na panství Eisenstadt. Usiloval o něj už jeho otec, kterému však císař v roce 1622 udělil Eisenstadt pouze jako zástavu a nikoli jako léno. Hned v roce 1645 se Esterházy ujal svých prvních politických funkcí, například jako poslanec uherského sněmu nebo jako nástupce svého otce v úřadu vrchního župana komitátu Šoproň.
Hrabě byl ženatý s uherskou hraběnkou Eleonorou Batthyányovou (1. 3. 1633 – 21. 10. 1654), dcerou Adama Batthyányho (1610–1659) a jeho první manželky Aurory Kateřiny z Formentini zu Talmeiale. Manželství však zůstalo bezdětné. V roce 1652, ve věku 25 let, padl v bitvě u Veľkých Vozokan proti Turkům.
Z vojenského hlediska byla tato bitva ve válce Svaté říše římské proti Turkům na uherském území zcela bezvýznamná. Pro rod Esterházyů to byl ale hluboký zlom, protože zahynula nejen hlava forchtensteinské linie Ladislav, ale i tři jeho bratranci z dalších dvou linií.
Čtyři padlé členy rodu Esterházyů připomínají dva rozměrné obrazy (jeden zobrazuje bitvu a jeden pohřební obřady) a také četné další památky (přilby, náprsníky atd.).
Novou hlavou forchtensteinské linie rodu se stal hrabě Pavel, jeho nejmladší bratr, který se do dějin zapsal jako Pavel I., první kníže magnátského rodu Esterházyů.